# Центросоюз
Центральный союз потребительских обществ Российской Федерации (Центросоюз Российской Федерации) — некоммерческая организация, являющаяся высшим координирующим органом потребительской кооперации России. Центросоюз объединяет около 2 100 потребительских обществ, которые насчитывают около 1,3 млн пайщиков и в которых занято около 103 000 человек.

## История
В 1896 году во время Всероссийской выставки в Нижнем Новгороде состоялся торгово-промышленный съезд, на котором была создана кооперативно-кустарная секция. В секцию вошли представители потребительских кооперативов, которые приезжали на Нижегородскую ярмарку для закупки товаров. Санкт-Петербургское отделение Московского Комитета о ссудо-сберегательных кассах разработало «Проект положения о союзах кооперативных товариществ». Этот проект был утверждён кооперативно-кустарной секцией. Осенью 1896 года в Москве начали разрабатывать устав союза. На состоявшемся совещании представители 18 потребительских обществ (6 городских, 6 фабрично-заводских, 2 железнодорожных, 3 офицерских, 1 сельский) приняли «Положение о московском союзе потребительных обществ».
Московский союз потребительных обществ (МСПО) был создан на первом собрании уполномоченных союзных обществ, прошедшем 23–26 октября (5–8 ноября по новому стилю) 1898 года. Он стал первым всероссийским объединением кооператоров. С 1903 года МСПО был членом Международного кооперативного альянса. До 1907 года союз выполнял только комиссионную деятельность; в 1907 году открыл собственный оптовый склад товаров. МСПО имел постоянно действующие региональные представительства (агентуры) в Твери (открыто в 1907), Ростове-на-Дону, Киеве и Белой Церкви (1911), Одессе (1913), а также постоянный закупочный пункт хлебных товаров в Рыбинске (1913).
До 1904 года союз не имел собственного офиса и располагался в помещении экономического общества офицеров. В 1910 году союз приобрёл собственное здание. В 1912 году при участии кредитной кооперации создал Московский народный банк. В 1913 году начал развивать собственное производство.
Союзом руководило собрание уполномоченных обществ (по 3 человека от общества), каждый из которых имел один голос. Исполнительным органом было бюро МСПО.

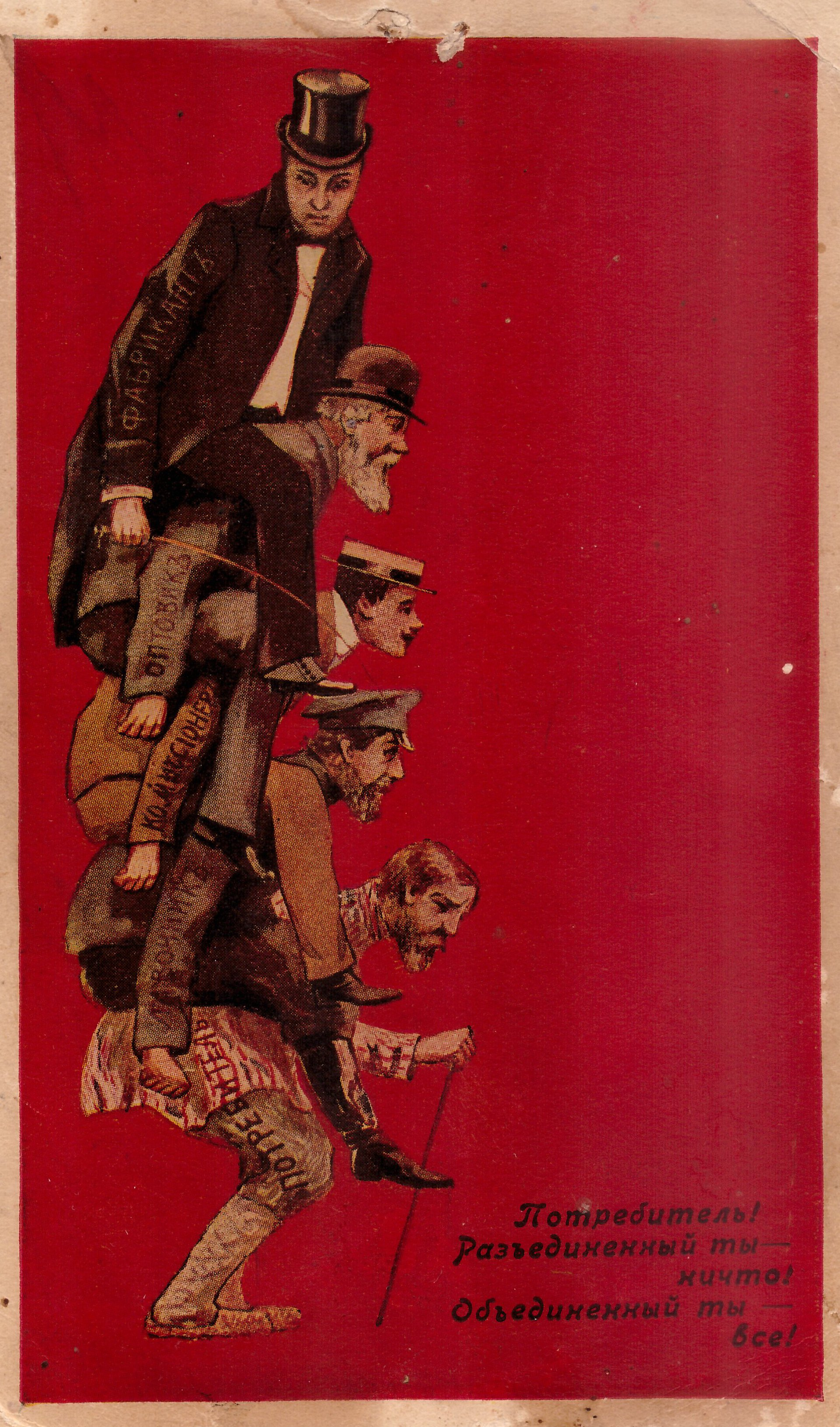
Открытка Московского союза потребительских обществ. Типография И. Д. Сытина. До 1917 г.

В состав МСПО в 1903 году входило 131 общество, а к началу 1917 года — 3167 обществ и объединений (в т. ч. 2076 сельских, 471 городское, 251 фабрично-заводское и железнодорожное, а также 154 местных кооперативных союза). К концу 1916 году МСПО объединял 13,5% всех потребительских обществ и около 11% всех участников движения потребителей. К началу Первой мировой войны в Российской империи было более 20 тысяч потребительских кооперативных обществ и более 300 кооперативных союзов. Во время войны МСПО участвовал в обеспечении продовольствием, бытовыми товарами и обмундированием населения и армии, его предприятия выполняли заказы потребительских кооперативов и других общественных организаций, органов местного самоуправления (к 1916 году треть оборотов МСПО приходилась на долю кооперативных организаций, не принадлежавших к союзу).
Московский союз потребительных обществ активно занимался обучением, кооперативной пропагандой и инструктированием, особенно в период 1911-1917 годов. В целях развития кооперативного движения печатал просветительские брошюры и листовки, агитационные плакаты, отрывные календарики, ежегодники «Записная книжка кооператора». А также издавал журналы «Союз потребителей» (с 1903 года; пропагандировал рочдельские принципы организации и деятельности обществ; в 1911–17 выходил с приложением «Торговый отдел» ), «Объединение» (с 1911; освещал вопросы рабочей и городской кооперации; с 1914 года выходили районные приложения, ориентированные на крупные регионы с развитой кооперативной сетью), «Общее дело» (с 1916; предназначался для сельского населения).
После Февральской революции 1917 года Московский союз потребительных обществ был переименован во Всероссийский центральный союз потребительских обществ (Центросоюз).
В 1918 году в Центросоюз были включены все союзы потребительской кооперации, а в марте 1919 года создана система потребительской кооперации со следующей структурой: первичное потребительское общество — райсоюз — губсоюз — Центросоюз. Так возникли советский Центросоюз и советская потребительская кооперация — полугосударственные образования, сохранившие лишь некоторые признаки кооперации.
1 октября 1928 года по решению 41-го собрания уполномоченных из Центросоюза СССР выделился Центросоюз РСФСР как самостоятельная организация.

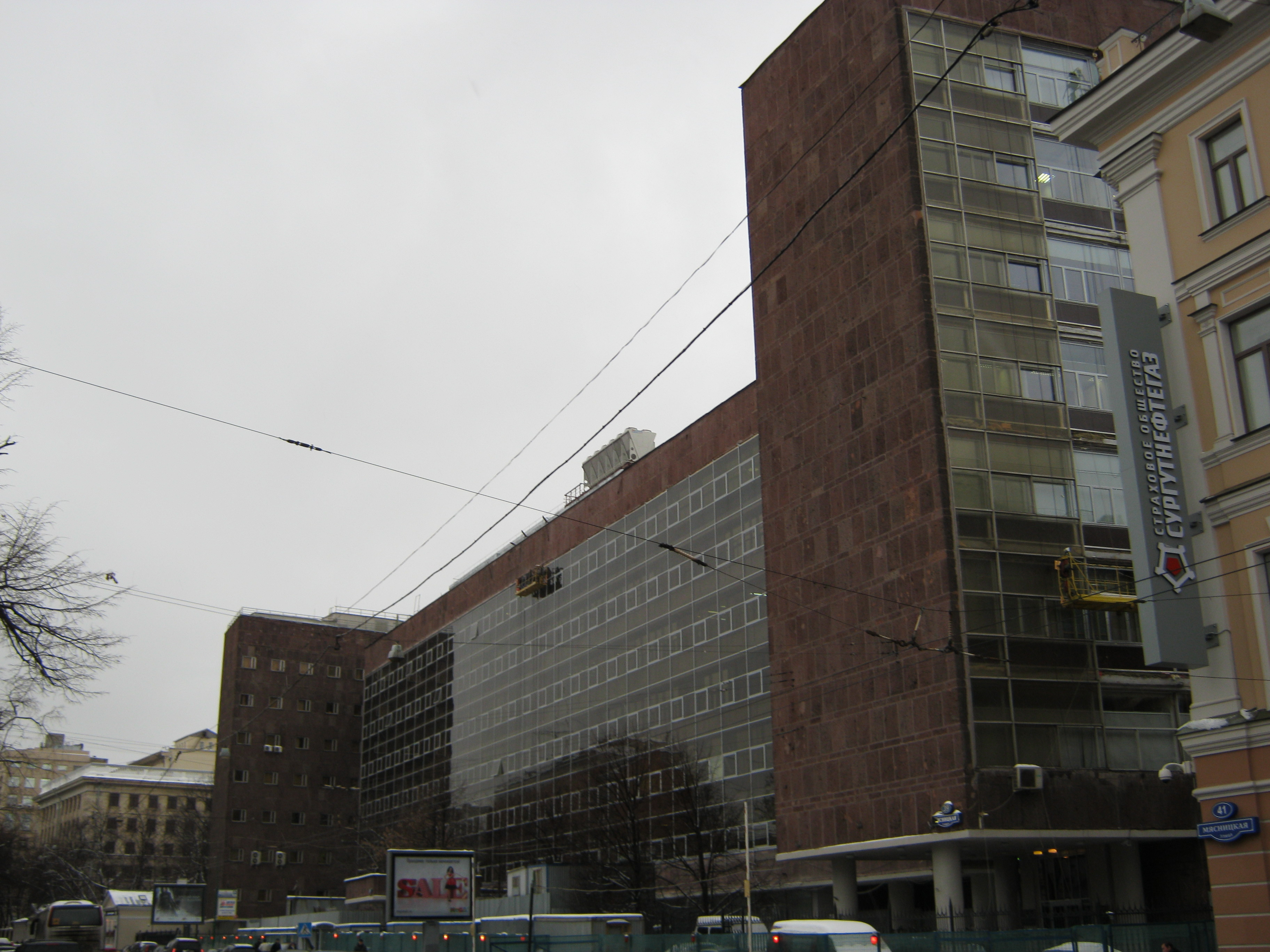
Здание Центросоюза. Вид со стороны Мясницкой улицы

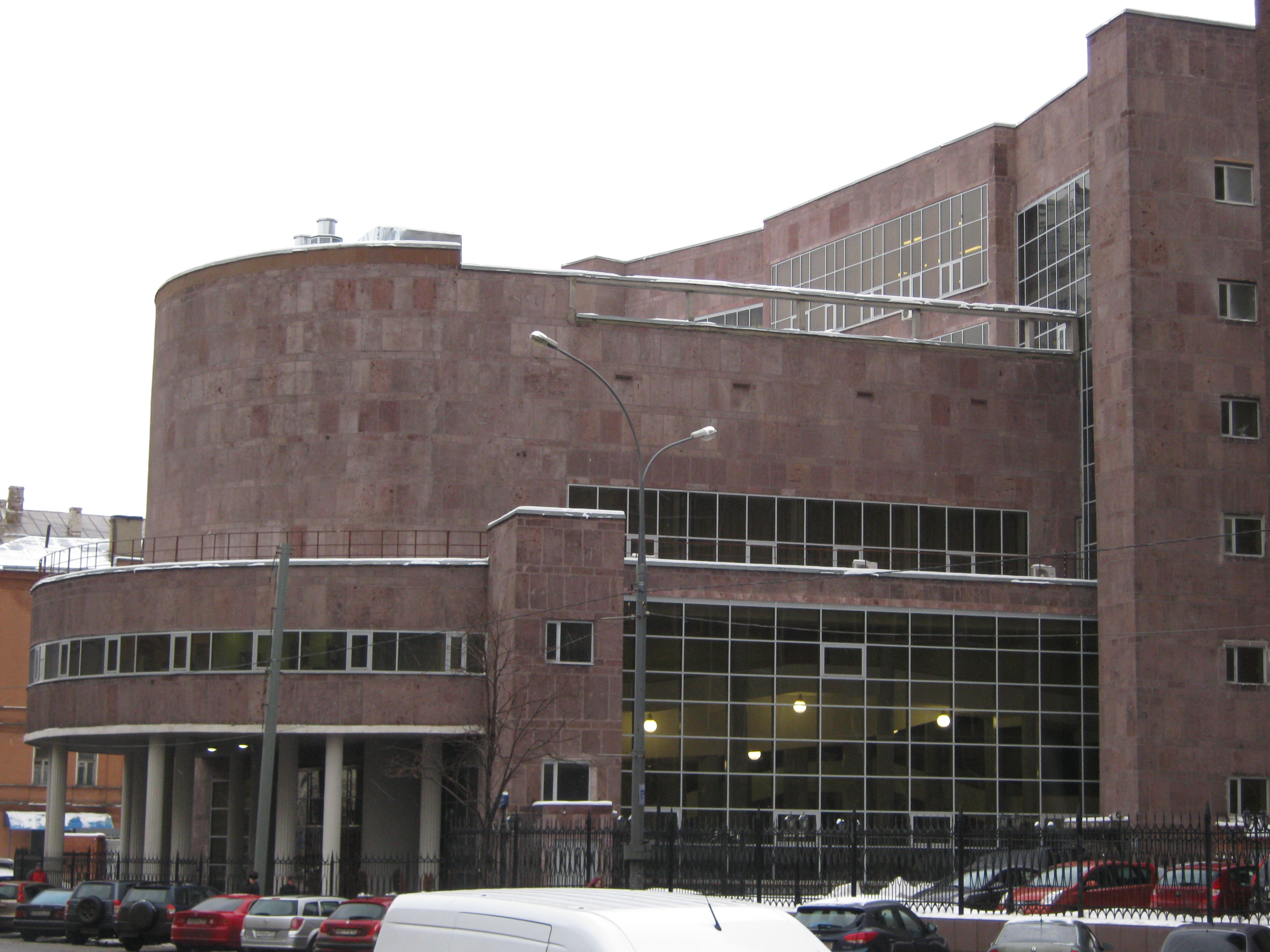
Здание Центросоюза

В июле 1930 года на втором съезде потребительской кооперации в Москве было решено объединить Центросоюз СССР и Центросоюз РСФСР с общим управлением и контролем. По уставу потребительские общества должны были помимо экономической поддержки пайщиков участвовать в просвещении населения. К 1941 году система кооперации была очень развита. Так, в Коми АССР в системе кооперации было 620 магазинов и лавок. У кооперации было также своё производство - так в Коми АССР кооперация в Великую Отечественную войну стала заниматься откормом свиней.
В 1954 году решением IV съезда уполномоченных потребительской кооперации из Центросоюза СССР вновь выделился Российский союз потребительских обществ (Роспотребсоюз). В союзных республиках существовали республиканские потребсоюзы, входящие в Центросоюз СССР.
В апреле 1991 года Роспотребсоюз был переименован в Центросоюз РСФСР, а в январе 1992 года — в Центросоюз Российской Федерации (России).
В концу 1980-х годов Роспотребсоюз насчитывал 25 млн пайщиков, 390 000 магазинов и 108 000 кафе и столовых, в которых работало 3,5 млн сотрудников, на потребкооперацию приходилось 27 % товарооборота РСФСР. На тот момент помимо торговли и общественного питания Роспотребсоюз имел собственные поликлиники, санатории и пионерлагеря, производства и заготовительные конторы, которые принимали у населения пушнину, мясо дичи, рыбу, кедровые орехи, ягоды, грибы, лекарственное сырьё и так далее. Помимо продуктов собственного производства через кооперативные магазины также продавались промышленные товары (обувь, одежда, мебель и прочее) и продукты заготовленные, то есть скупленные у населения. В состав Центросоюза в 1980-е годы входило 133 специализированных охотничье-промысловых хозяйства (коопзверопромхозов), из них 126 работали в РСФСР.
Крах СССР и переход к рыночной экономике в 1990-х годах тяжело сказались на потребкооперации. В 2024 году в России было около 25 000 кооперативных магазинов, в основном сельских, 3000 кафе и столовых, 1000 автолавок, около 1 млн пайщиков. Ещё 6000 кооперативных магазинов закрыты по разным причинам. Центросоюз обслуживает в 71 регионе России 89 000 деревень, из них 54 000 с населением менее 100 жителей.

## Председатели Правления
Московского союза потребительских обществ
- 1898—1905 — Гибнер, Николай Петрович.
- 1906—1912 — Каблуков, Сергей Алексеевич.
- 1913—1919 — Коробов, Дмитрий Степанович.

Центросоюза
- 1919—1920 — Лежава Андрей Матвеевич.
- 1920—1925 — Хинчук Лев Михайлович.
- 1926—1930 — Любимов Исидор Евстигнеевич.
- 1931—1932 — Бадаев Алексей Егорович.
- 1932—1937 — Зеленский Исак Абрамович.
- 1937—1938 — Кухтин, Афанасий Прохорович.
- 1938—1941 — Хохлов Иван Сергеевич.
- 1941—1945 — Сидоров Николай Павлович .
- 1945—1954 — Хохлов Иван Сергеевич.
- 1954—1978 — Климов Александр Петрович.
- 1978—1983 — Смирнов Алексей Алексеевич.
- 1983—1987 — Трунов Михаил Петрович.
- 1987—1990 — Федирко Павел Стефанович.

## Председатели Правления Роспотребсоюза
- 1954—1957 — Любимов Александр Васильевич
- 1957—1960 — Галкин, Александр Иванович
- 1962—1982 — Денисов, Михаил Михайлович
- 1982—1991 — Ермаков, Валентин Филиппович

## Председатели Совета Центросоюза РСФСР (РФ)
- 1991—2007 — Ермаков, Валентин Филиппович
- 2007—2016 — Евгений Николаевич Кузнецов
- 2016—н. в. — Зубов, Дмитрий Львович[1].

В 2016 году на должность председателя Правления Центросоюза РФ был назначен Грибков, Владислав Васильевич. В 2020 году его на должности председателя Правления Центросоюза сменила Мария Борисовна Бекетова.

## Организационное построение потребительской кооперации
Центральный союз потребительских обществ Российской Федерации — добровольное объединение потребительских обществ; некоммерческая организация.
Высшим органом Центросоюза является общее Собрание представителей потребительских обществ Российской Федерации — членов Центросоюза. Созывается Советом по мере необходимости, но не реже одного раза в год.
В период между общими Собраниями представителей управление Центросоюзом осуществляет Совет, во главе с Председателем Совета. Члены Совета и председатель Совета избираются на общем Собрании представителей сроком на пять лет.
Исполнительным органом Центросоюза является Правление, во главе с председателем Правления. Члены Правления Центросоюза и председатель Правления назначаются Советом Центросоюза.
Органом контроля является Ревизионная комиссия, её члены избираются на общем Собрании представителей потребительских обществ сроком на пять лет.
На 1 января 2010 года потребкооперация системы Центросоюза объединяет пайщиков — 3,8 млн человек; потребительских обществ около трёх тысяч; райпотребсоюзов — 135, потребсоюзов (республиканских, краевых и областных) — 76.

## Деятельность
Организации потребкооперации обеспечивают продовольствием население, преимущественно сельских территорий России, через 6300 приёмно-заготовительных пунктов ведут закупку у населения сельхозпродукции, дикорастущих грибов, ягод, плодов, орехов. 3600 цехов потребительской кооперации производят хлебобулочные изделия, безалкогольные напитки, мясная, молочная и другие виды продукции. Также организации потребительской кооперацией занимаются розничной и оптовой торговлей, общественным питанием.
В трёх университетах (Российский университет кооперации, Сибирский университет потребительской кооперации, Белгородский университет кооперации, экономики и права) и 36 средних специальных учебных заведениях (всего 70 учебных заведений потребительской кооперации, считая филиалы) получают образование около 80 тысяч студентов.